# Louis-Alexandre Expilly de La Poipe
Louis-Alexandre Expilly de La Poipe, nacido el  y muerto en la guillotina el 22 de mayo de 1794 en Brest, es un clérigo francés, obispo constitucional de Finistère en 1790, el primer obispo francés elegido según el procedimiento previsto por la Constitución Civil del Clero.

## Biografía
Es hijo de un capitán de una compañía naviera libre. Su hermana es la esposa de Michel Behic, alcalde de Morlaix, y una de sus sobrinas nietas es la cuñada del general Moreau.

### Sacerdote y Diputado
Ordenado sacerdote, fue nombrado rector de la parroquia de Saint-Martin de Morlaix en el León.
Autor de análisis de la sociedad, fue uno de los dos diputados elegidos por la asamblea del clero de León en 1788 para representarla en los Estados Generales de 1789.
En la Asamblea Constituyente, presidió la comisión de trabajo relativa a la constitución civil del clero, promulgada el , reorganizando la Iglesia de Francia, en particular mediante la creación de una diócesis por departamento.
Arrestado en 1793, implicado en el asunto de los girondinos de la Gironda (Revolución Francesa), fue uno de los 26 administradores de Finistère guillotinados el 22 de mayo de 1794 en Brest. La sede episcopal permaneció vacante hasta la elección de otro obispo en 1797.